# Кладбище Кампо-Санто
Кампо-Санто (итал. Campo Santo, Camposanto Monumentale di Pisa — Святое поле, Монументальное Святое поле в Пизе), или (итал.  Camposanto Vecchio  — Старое кладбище) — историческая постройка, монументальное кладбище, находящееся на северной стороне Пьяцца деи Мираколи — площади в старой части итальянского города Пиза (Тоскана), где расположены основные памятники города: Пизанский собор, «Падающая башня», Баптистерий.

## Название
Термин «Кампо Санто» впервые встречается в пизанских документах, датируемых 1287 годом, до этого он обычно относился к мортуарию, который должен был быть построен рядом с собором. До 1406 года термин «Кампо Санто» был неизвестен за пределами Пизы. В обыденном языке термин «кампосанто» (с неразделёнными словами) обозначает просто кладбище, место захоронения, а приставка «святой» указывает на то, что захоронение христианское (лат.  campus sanctus. Тем не менее, имеются разные версии интерпретации семантики этого словосочетания. Вплоть до такой: «кровавое поле» (в русском тексте: «земля крови»), земля горшечника, купленная первосвященниками синедриона за тридцать динариев Иуды (Мф 27, 3-8).

## История
«Святыми полями» называли первые христианские кладбища, под которые использовали заброшенные древнеримские цирки, освящая их землёй, привезённой из Палестины. Согласно легенде Пизанское Кампосанто выстроено на месте, куда Убальдо де Ланфранки, архиепископ Пизы, бросил горсть святой земли привезённой с Голгофы на пизанских галерах из Четвёртого крестового похода 1202—1204 годов. Легенда также гласит, что тела праведников, захороненные в святой земле, в течение нескольких дней превращаются в скелеты. Кладбище выросло поверх руин старого баптистерия церкви Святой Репараты (итал. Santa Reparata), которая ранее стояла на месте нынешнего Собора.
Эта постройка стала по счёту четвёртой на соборной площади и датируется столетием после принесения земли с Голгофы. Строительство массивного готического каре стен (в позднейшем значении: клуатра) в виде сильно вытянутого с запада на восток прямоугольника, наподобие базилики, или огромного нефа, под открытым небом, было начато в 1277 году архитектором Джованни ди Симоне, однако архитектор умер в 1284 году, когда Пиза потерпела поражение в морской битве при Мелории против генуэзцев (Что, впрочем, опровергается другими источниками - так, последний документ об освобождении Джованни от налога в связи со строительством Опера-дель-Дуомо при Пизанском соборе, где ди Симоне занимал должность главного строителя, датируется 1286 годом ).
Впоследствии строительство осуществлялось под руководством Лупо ди Франческо и было завершено только в 1464 году. Тела хоронили по периметру, оставляя неприкосновенной «святую землю». В восточной стороне расположена капелла. По одной из версий постройка задумывалась не в качестве кладбища, а по велению архиепископа Даль Поццо как церковь Пресвятой Троицы (Santissima Trinità), но во время строительства проект изменился.
27 июля 1944 года от удара авиабомбы в Кампосанто начался сильнейший пожар, который повредил уникальные фрески конца XIV века, саркофаги и памятные стелы. Здание было воссоздано с включением отдельных сохранившихся фрагментов. Вместе с другими памятниками Пьяцца-деи-Мираколи имеет статус объекта Всемирного наследия ЮНЕСКО.

## Архитектура и произведения искусства
Внешняя стена Кампосанто состоит из 43 глухих арок и 2 входных порталов с южной стороны. Внутренний периметр оформлен аркадами с изысканными готическими переплётами арок в виде тонких колонок, трифолиев и квадрифолиев (1464). Над южным входным порталом после реставрации установлен готический табернакль со статуями Мадонны с Младенцем, донатором и тремя святыми. Работа мастерской скульптора начала XIV века Джованни Пизано (ок. 1310 г.), предположительно Тино ди Камаино.
По периметру Кампосанто расположены три капеллы, самая старая из которых — капелла Амманнати (1360), получившая название от гробницы Лиго Амманнати, преподавателя Пизанского университета. Капелла Аулла известна алтарём, созданным флорентийцем Джованни делла Робиа в 1518 году. Третья капелла, Даль-Поццо, была создана архиепископом Пизанским Карло Антонио Даль Поццо в 1594 году, её алтарь освящён в честь Святого Иеронима. Именно в эту капеллу в 2009 году были перенесены реликвии из Собора: среди прочих — два фрагмента Истинного креста, шип из Тернового венца и небольшой фрагмент одеяния Девы Марии. Также в капелле Аулла можно увидеть оригинальную лампу, которую Галилео Галилей использовал для опытов по изучению колебаний маятника.
В галереях установлены мраморные надгробия и древнеримские саркофаги I—III в. н. э. (всего восемьдесят четыре), которые в Средневековье использовали повторно для захоронений знатных граждан: правителей города и членов их семей, ректоров и престижных профессоров Пизанского университета. Рельефами этих саркофагов вдохновлялся Никколо Пизано во время работы над кафедрой пизанского Баптистерия (1255—1260).
Ранее все саркофаги собрали в центре луга. Карло Ласиньо, в те времена — куратор Кампо-Санто, собрал множество древних реликвий в Пизе, чтобы создать что-то вроде археологического музея. Сегодня саркофаги помещены в галереях, у стен, а коллекцию римских и этрусских скульптур и урн можно увидеть в Музее. Особый интерес представляют «колодезные гробницы» (итал. Тombe a pozzetto), которые закрывали мраморными плитами с надписями — латинскими эпитафиями. Их сохранилось более шестисот.
С 1360 года внутренние стены Кампосанто расписывали фресками известные художники: Франческо Траини, Таддео Гадди, Пьеро ди Пуччо; во второй половине XV века — Беноццо Гоццоли, Андреа Бонайути, Антонио Венециано и Спинелло Аретино. Всего было создано двадцать шесть композиций (более 300 м росписей по периметру). В 1944 году большая часть фресок погибла. Часть удалось спасти, ныне они экспонируются в специальном «Зале фресок». Одна из самых известных композиций, занимающая отдельную стену зала: «Триумф смерти», создана вскоре после страшной эпидемии чумы 1348 года (реставрация завершена в июле 2018 года). Другие композиции изображают «Страшный суд» и «Ад». Ранее фреску приписывали Ф. Траини, теперь её (предположительно) считают произведением Буонамико Буффальмакко, вероятно, при участии других мастеров. Примечательна деталь: летящие ангелочки в этой мрачной композиции срисованы с путти античных саркофагов, находящихся неподалёку.
Когда в 1948 году остатки росписей ради сохранности отделяли от стен и переносили на листы асбестового шифера, под ними были обнаружены предварительные рисунки — синопии. В 1976 году они были размещены в Музее синопий, в специально переоборудованном средневековом Оспедале ди Санта Кьяра, находящимся на противоположной стороне площади.
Фрески Кампо-Санто воспроизводил в офортах в линеарной манере "очерком" известный итальянский художник-гравёр и хранитель музея Карло Лазинио.

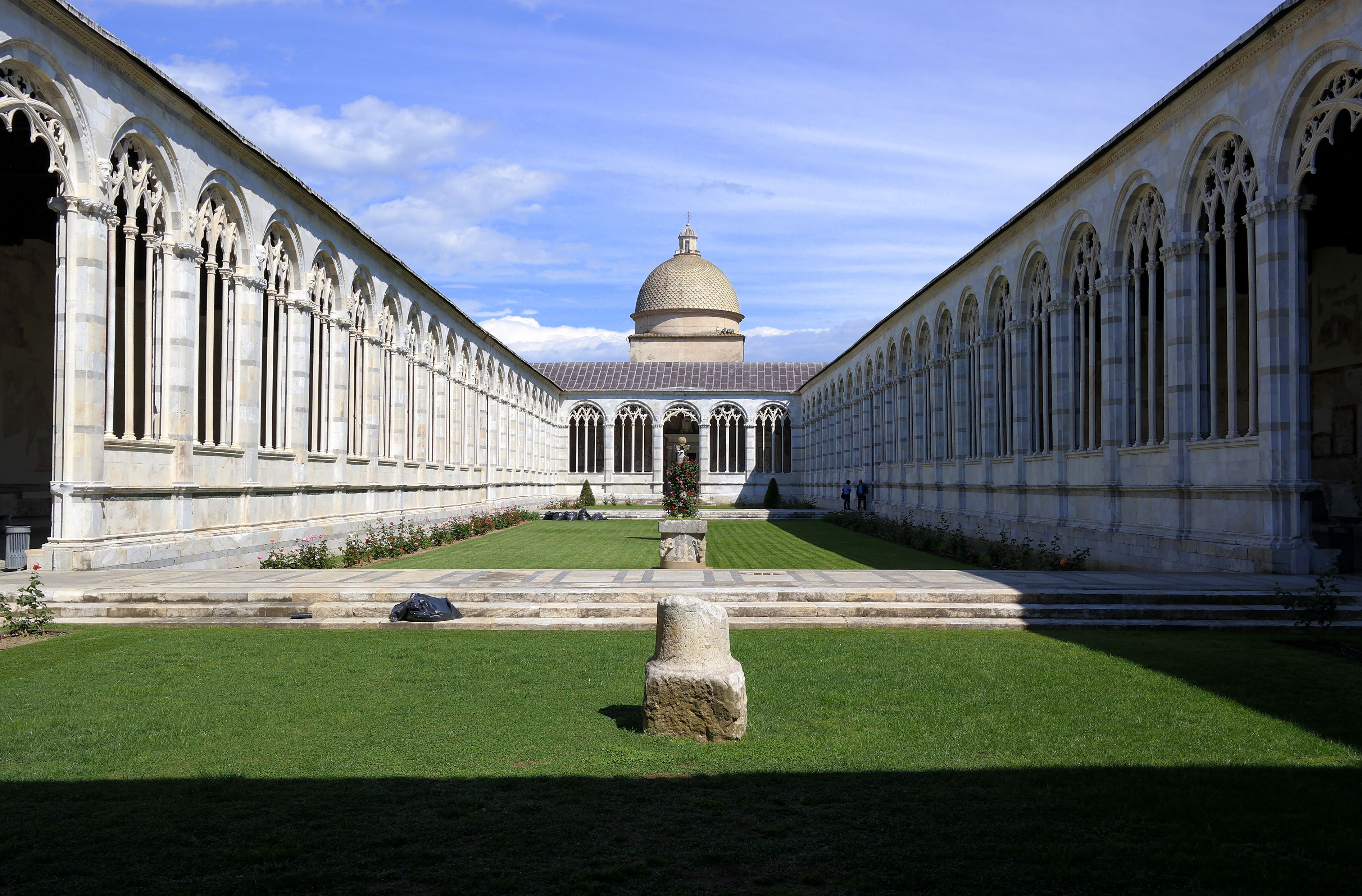
Кампосанто. Клуатр
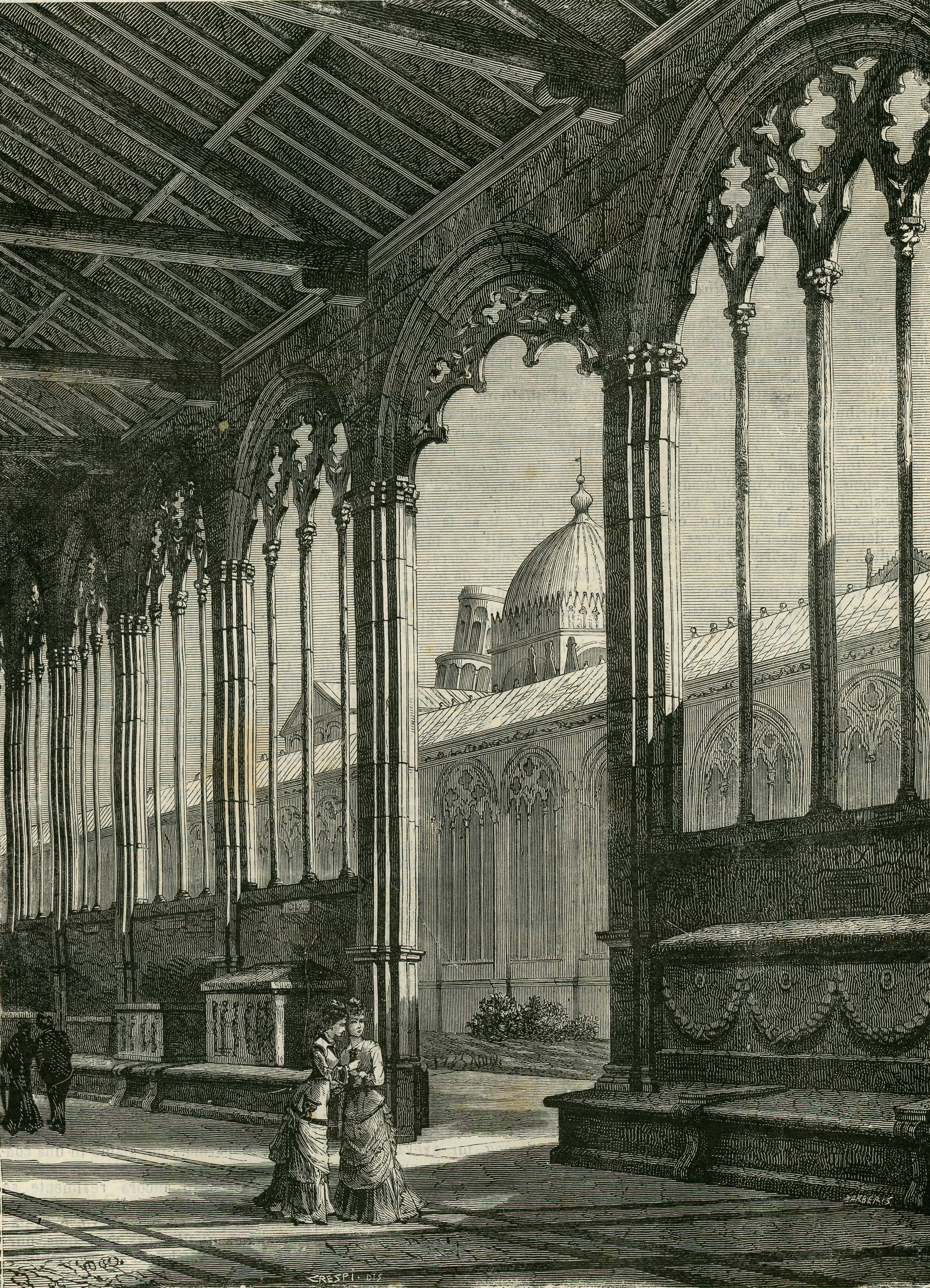
Кампосанто в Пизе. Ксилография. 1882
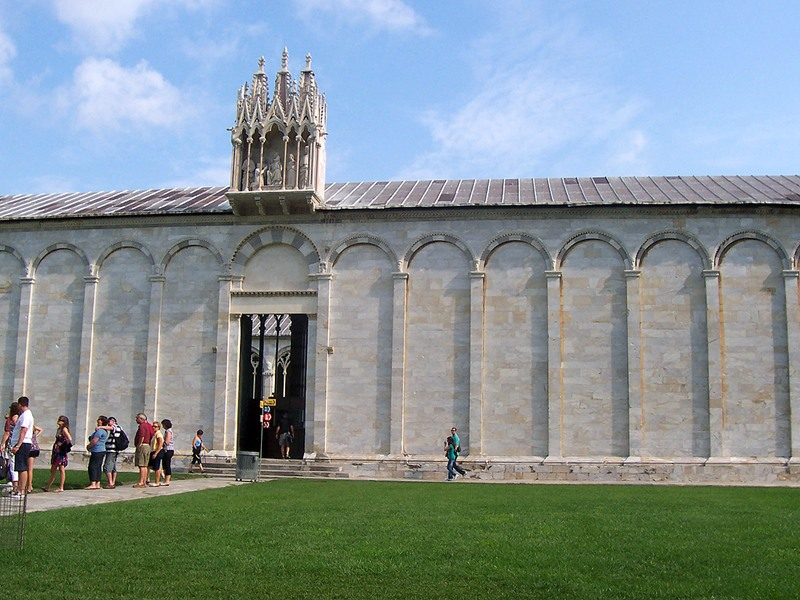
Табернакль фасада
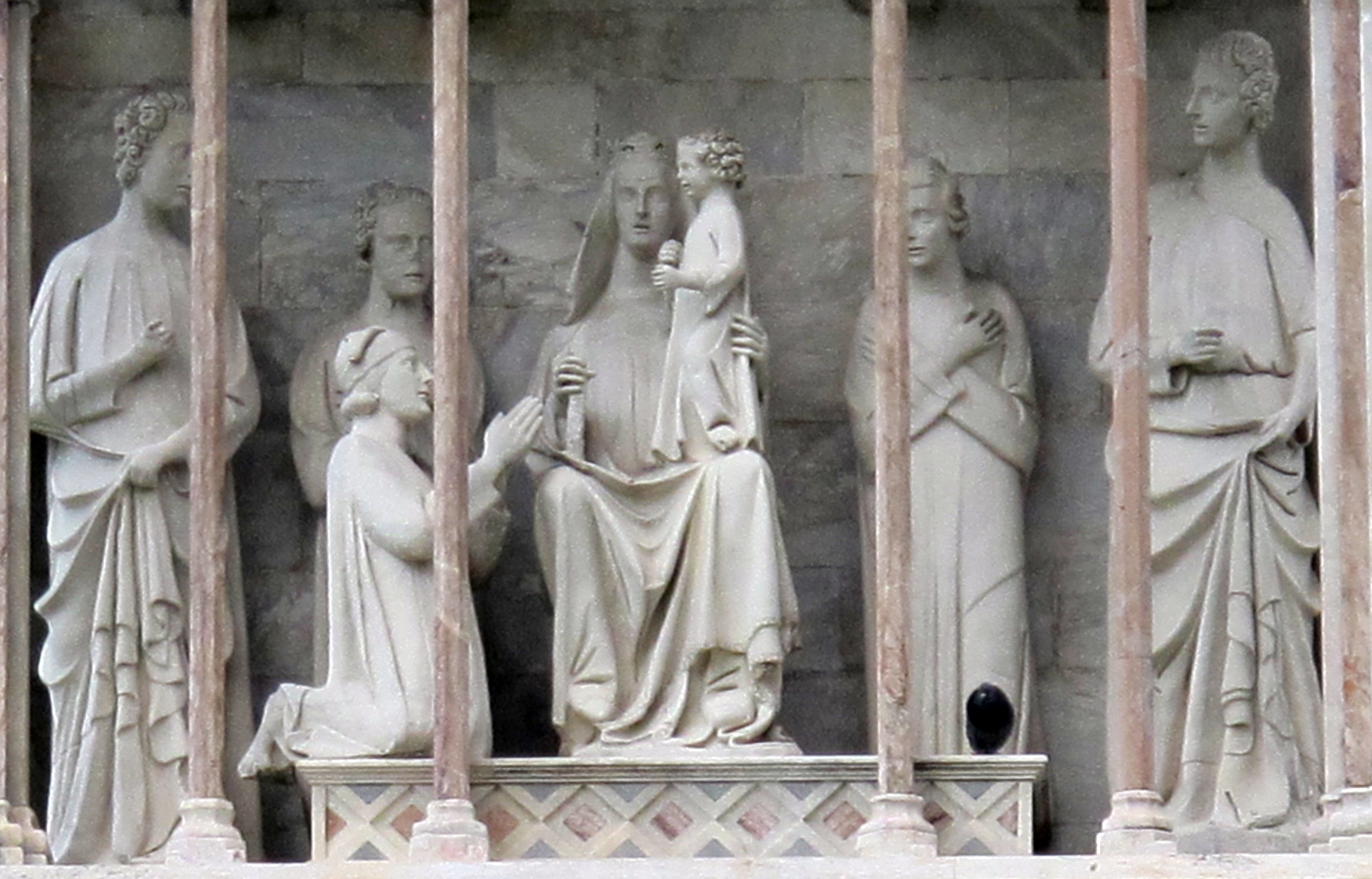
Мадонна с Младенцем и четырьмя святыми. Табернакль фасада. Мастерская Джованни Пизано
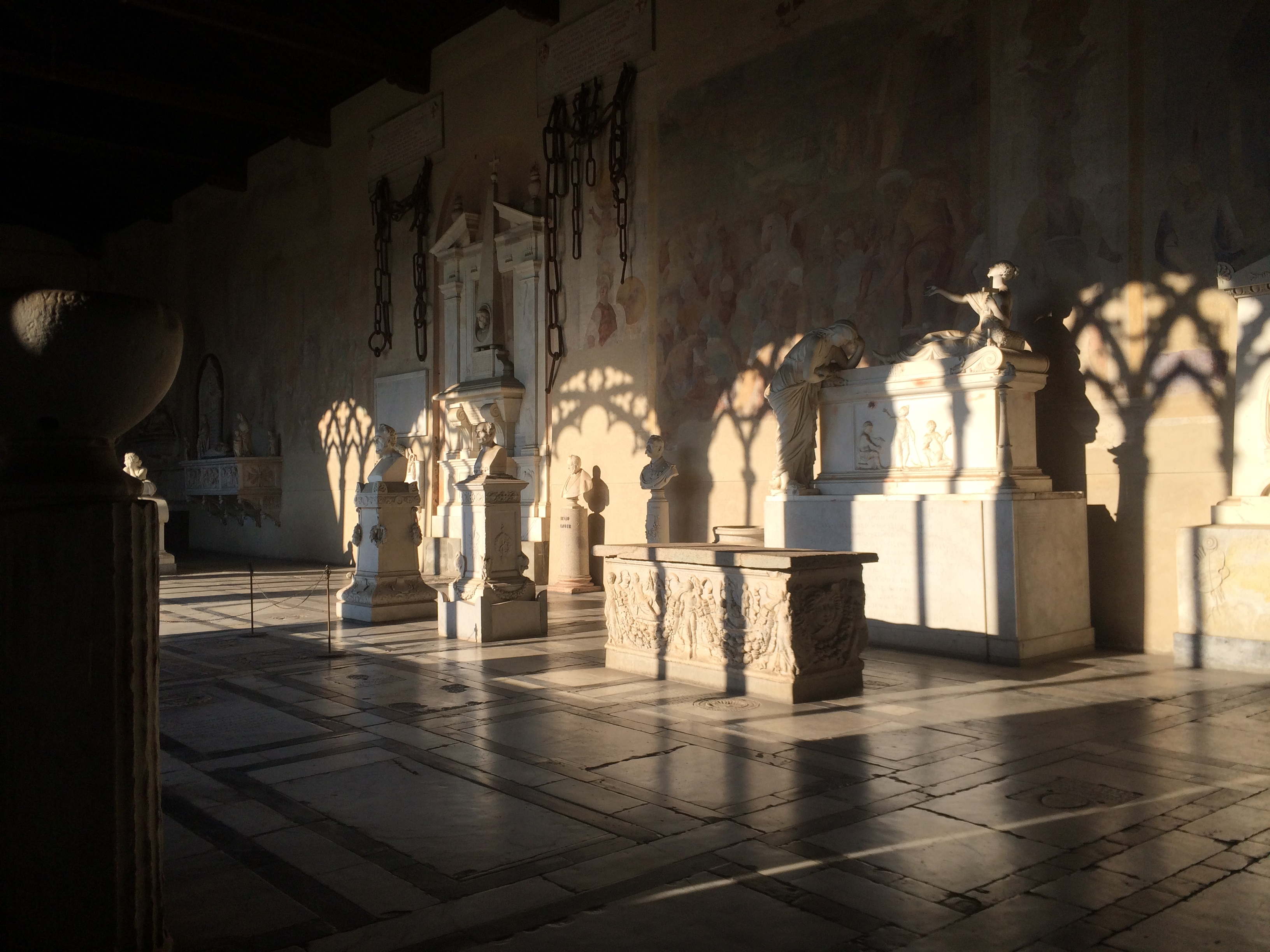
Саркофаги и надгробия
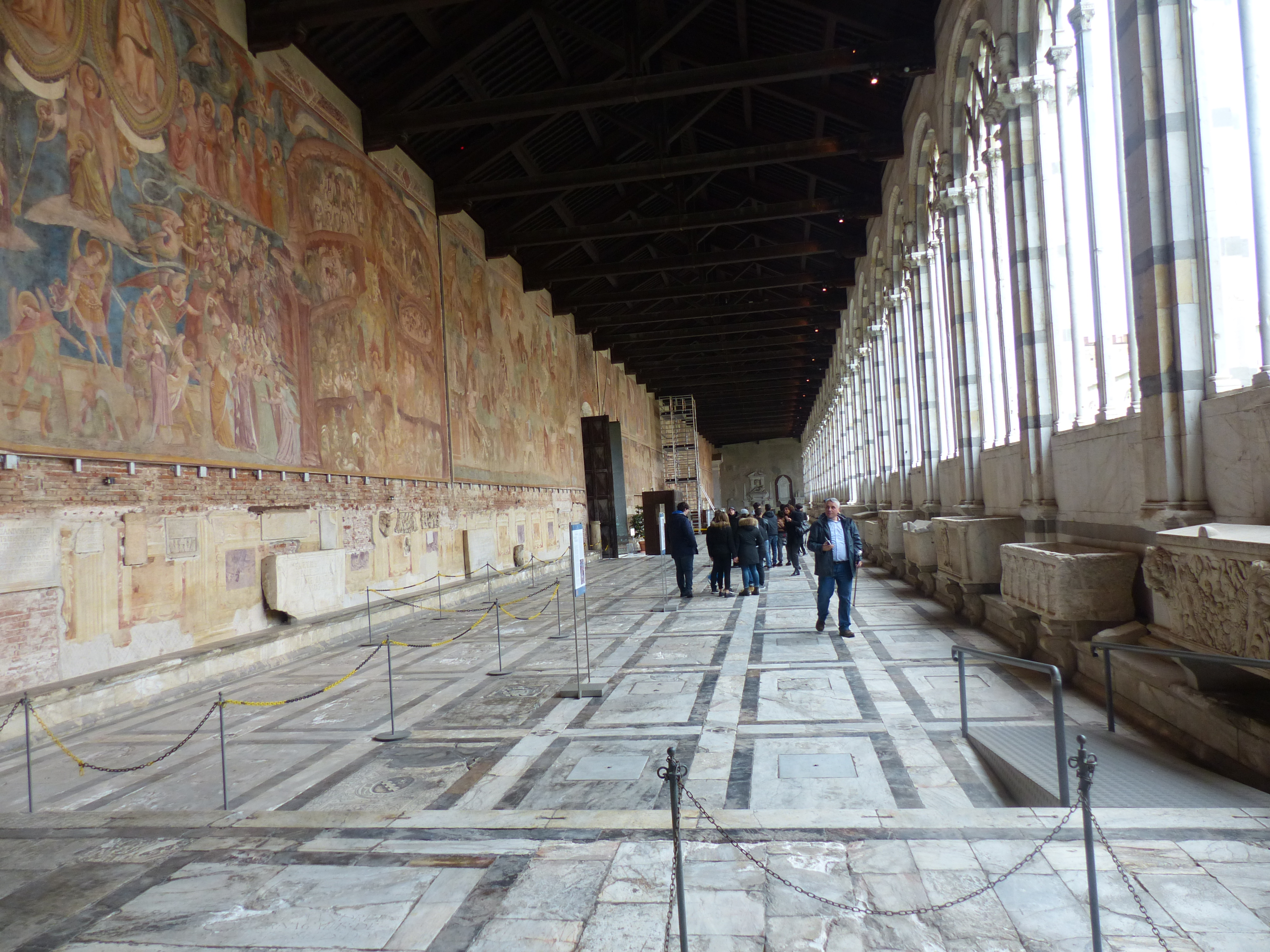
Галерея фресок
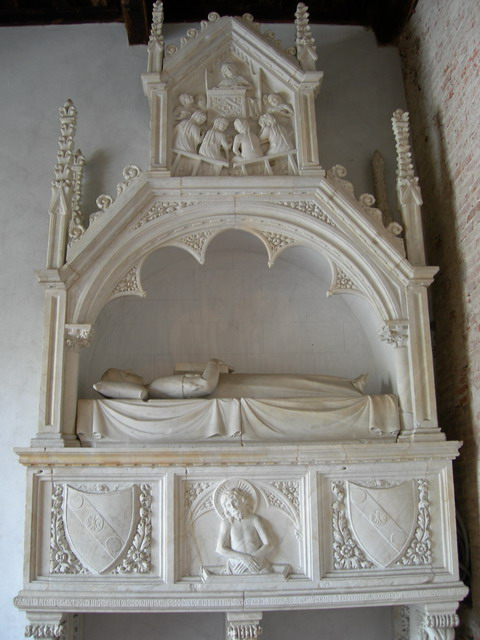
Надгробие Лиго Амманнати. 1359. Капелла Амманнати
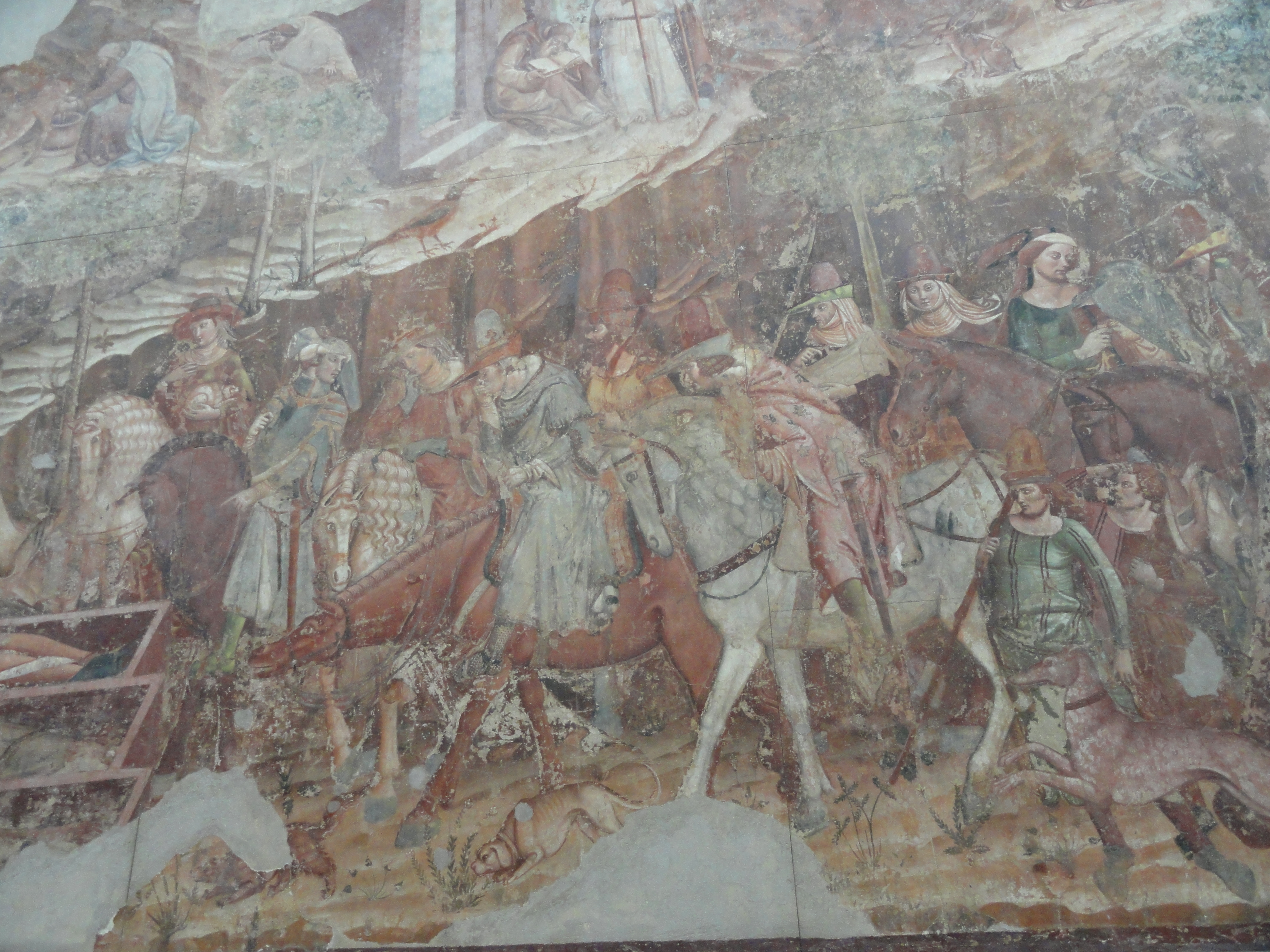
Б. Буффальмакко. Триумф смерти. Деталь 1330-е гг.